# گورستان کرای کور
قبرستان کرای کور مربوط به سده‌های متاخر دوران‌های تاریخی پس از اسلام است و در شهرستان سرباز، بخش مرکزی، دهستان پارود، روستای کرای کور واقع شده و این اثر در تاریخ ۲۷ اسفند ۱۳۸۷ با شمارهٔ ثبت ۲۶۲۳۳ به‌عنوان یکی از آثار ملی ایران به ثبت رسیده است.